# Arturo Colautti

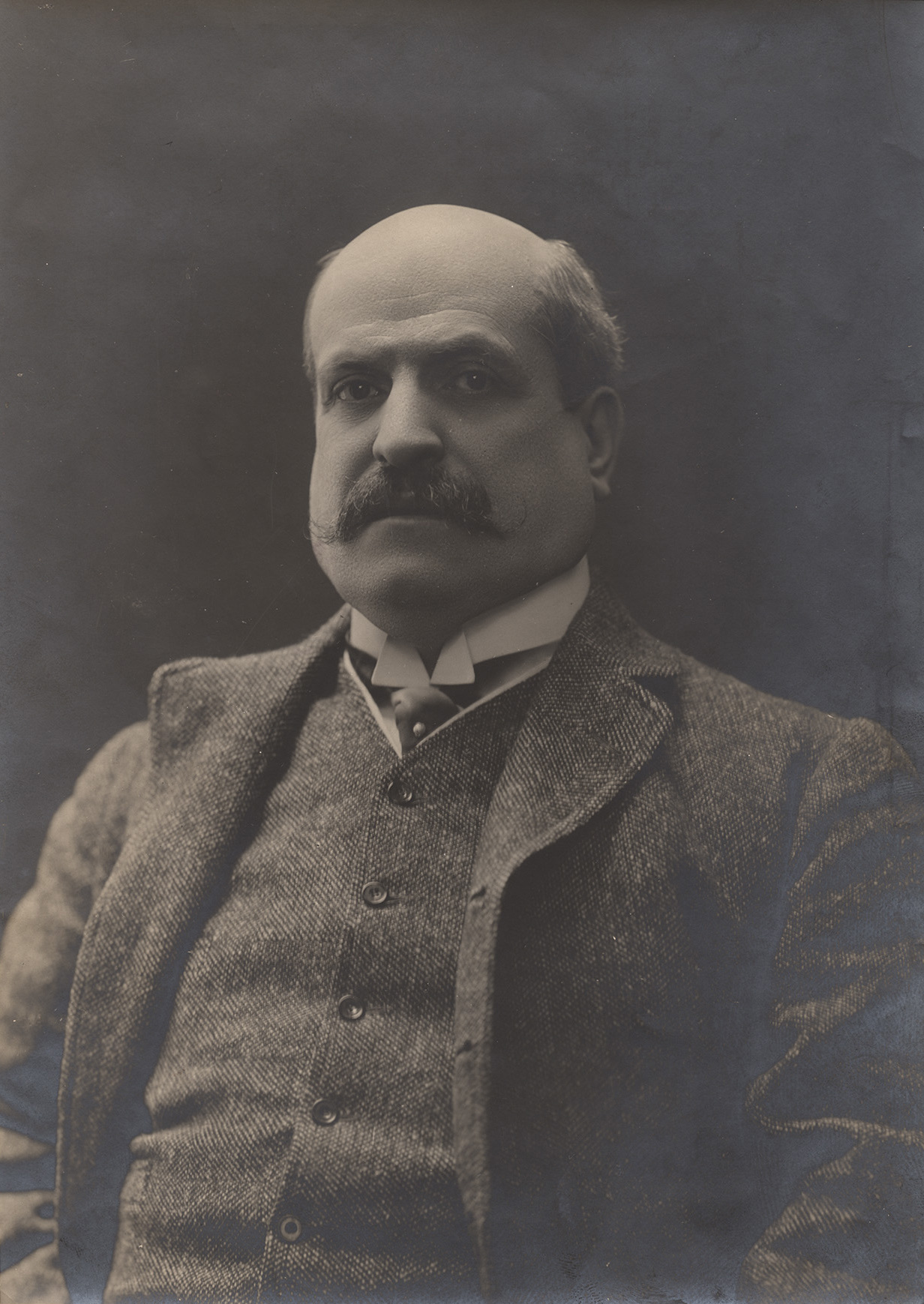
Arturo Colautti

Arturo Colautti (Zadar, 9 oktober 1851- Rome, 9 november 1914) was een  Italiaans journalist, toneelschrijver en librettoschrijver.
Hij studeerde letteren aan de universiteit van Wenen. Afkomstig uit Dalmatië, moest hij vanwege zijn rechtse opvattingen uitwijken naar Italië. Vanaf 1881 was hij een levendige hoofdrolspeler in het Italiaanse culturele leven.
Enkele libretti van zijn hand zijn die voor:
- Francesco Cilea: Adriana Lecouvreur en Gloria;
- Umberto Giordano: Fedora; en
- Luigi Mancinelli: Paolo e Francesca.

Zijn hartproblemen beheersten de laatste jaren van zijn leven en waren de oorzaak van zijn dood in 1914.
- Bibsys: 6095800
- Biblioteca Nacional de España: XX941787
- Bibliothèque nationale de France: cb129546537 (data)
- Catàleg d'autoritats de noms i títols de Catalunya: 981061145057706706
- CiNii: DA0641285X
- Gemeinsame Normdatei: 134349091
- International Standard Name Identifier: 0000 0001 0919 1251
- Library of Congress Control Number: n84104583
- MusicBrainz: a119237d-b644-4ac8-8f7f-93403dc45ce9
- Bibliotheek van het Japanse parlement: 031293770
- Nationale Bibliotheek van Tsjechië: ola2005253744
- Nationale bibliotheek van Australië: 36037406
- Nationale Bibliotheek van Israël: 987007277808605171
- Nationale en Universitaire bibliotheek Zagreb: 000105810
- Nederlandse Thesaurus van Auteursnamen: 073066850
- Réseau des bibliothèques de Suisse occidentale: 02-A003115115
- Istituto Centrale per il Catalogo Unico: CUBV044335
- Système universitaire de documentation: 032553404
- Trove: 1196284
- Virtual International Authority File: 79135283
- WorldCat: E39PBJxxjkM4jXCGKvdxRc3hHC